# Predaia
Predaia (Predaia o Pradaia in noneso) è un comune italiano di 7 004 abitanti della Val di Non, provincia autonoma di Trento, in Trentino-Alto Adige.
È stato istituito il 1º gennaio 2015 per fusione dei territori comunali di Coredo, Smarano, Taio, Tres e Vervò.
La sede municipale del comune sparso è situata a Taio.

## Storia

### Simboli
Lo stemma e il gonfalone sono stati approvati con D.G.P. del 15 settembre 2017, n. 1488.
Stemma
Gonfalone

## Monumenti e luoghi d'interesse

### Architetture religiose
- Chiesa del Ritrovamento della Croce, chiesa cimiteriale a Coredo
- Chiesa della Natività di Maria, chiesa parrocchiale a Segno
- Chiesa di Sant'Eusebio, chiesa parrocchiale a Torra
- Chiesa di Sant'Agnese, chiesa parrocchiale a Tres
- Chiesa di Sant'Agnese in Colle, chiesa cimiteriale a Tres
- Chiesa di San Rocco, chiesa sussidiaria a Tuenetto
- Chiesa della Madonna del Rosario, chiesa parrocchiale a Vervò
- Chiesa di San Martino, chiesa cimiteriale a Vervò
- Chiesa di San Sisto II, parrocchiale a Tavon
- Chiesa di San Marco, chiesa parrocchiale a Mollaro
- Chiesa di San Marcello, chiesa parrocchiale a Dardine
- Chiesa di San Michele Arcangelo, chiesa parrocchiale a Priò
- Santuario di San Romedio, risalente al X secolo, raggiungibile più facilmente dal centro abitato di Sanzeno
- Cappella dei Santi Fabiano e Sebastiano nel cimitero di Vervò
- Chiesa di Santa Maria Assunta a Smarano

### Architetture militari
- Castel Bragher
- Castel Coredo

## Società

### Evoluzione demografica
Abitanti censiti

## Amministrazione
Per il primo mandato quinquennale, la legge istitutiva in deroga al T.U.LL.RR.O.CC. prevede forme di rappresentanza che garantiscono la presenza negli organismi direttivi di membri eletti in tutti i comuni soppressi.
La sede legale è nella frazione di Taio, ma la legge istitutiva prevede che gli organi amministrativi possano riunirsi in una delle sedi decentrate. Nell'organico del comune sono presenti un segretario comunale e due vice.
| Periodo           | Periodo           | Primo cittadino | Partito      | Carica                  | Note   |
| ----------------- | ----------------- | --------------- | ------------ | ----------------------- | ------ |
| 1º gennaio 2015   | 10 maggio 2015    | Marco Endrizzi  |              | Commissario prefettizio | [ 15 ] |
| 11 maggio 2015    | 21 settembre 2020 | Paolo Forno     | Lista civica | Sindaco                 |        |
| 22 settembre 2020 | in carica         | Giuliana Cova   | Lista civica | Sindaco                 | [ 16 ] |

### Gemellaggi
- Heroldsberg, dal 1996[senza fonte]
- Magdalena de Kino capoluogo di Magdalena (Sonora)[senza fonte]